# NGC 1064
NGC 1064 je galaksija u zviježđu Kit.

## Vanjske poveznice
- SEDS: NGC 1064